# Sîn-shar-ishkun
Sîn-shar-ishkun (« Sîn a installé le roi ») est l'avant-dernier roi à diriger le royaume assyrien avant sa chute définitive consécutive aux batailles de Harran en 609. Fils du roi Assurbanipal, il prend le pouvoir à la suite d'une guerre civile qui porte les germes de la chute de l'Assyrie.
Assurbanipal meurt vers 630 ou 627, et son fils Assur-etil-ilâni lui succède sur le trône d'Assyrie. Sîn-shar-ishkun est apparemment désigné pour être roi de Babylone. Ce type de partage serait similaire à celui qui avait eu lieu au début du règne de son père, qui était roi d'Assyrie alors que son frère Shamash-shum-ukin était installé à Babylone, tout en devant rester en position inférieure. Sîn-shar-ishkun entre rapidement en rivalité avec son frère, tandis qu'un autre personnage cherche à dominer la Babylonie : le chaldéen Nabopolassar. Une guerre éclate donc en Babylonie, à laquelle se joint l'eunuque Sîn-shum-lishir, qui soutenait Assur-etil-ilani au début.
Vers 625, Sîn-shum-lishir et Assur-etel-ilani sont éliminés en Babylonie, et Sîn-shar-ishkun peut prendre la route de l'Assyrie où il devient roi. Mais il doit laisser la Babylonie à Nabopolassar, qui devient alors son principal rival. L'armée assyrienne, sans doute affaiblie, perd progressivement du terrain face à Babylone, qui réussit à lancer des expéditions vers le nord de la Mésopotamie à partir de 616. L'année suivante, Cyaxare le roi des Mèdes attaque à son tour l'Assyrie. Sîn-shar-ishkun doit faire face à des attaques de ses deux ennemis chaque année, et n'a plus les moyens de lutter, d'autant plus que Mèdes et Babyloniens font alliance. La vieille capitale assyrienne Assur est prise en 614. Ninive tombe en 612 après une résistance acharnée, et Sîn-shar-ishkun disparaît dans ces événements. Une partie de l'armée assyrienne dirigée par Assur-uballit II résiste jusqu'en 609 à Harran, après quoi l'empire Assyrien n'existe plus.